# 2022年北京オリンピックのアメリカ合衆国選手団
2022年北京オリンピックのアメリカ合衆国選手団は、2022年2月4日から2月20日まで中華人民共和国の北京で開催された2022年北京オリンピックのアメリカ合衆国選手団の名簿。

## 選手団
- 人員: 選手 224人[1]
- 開会式旗手: ジョン・シュスター（英語版）、ブリタニー・ボウ[注釈 1][3]
- 閉会式旗手: エラナ・マイヤーズ・テイラー[4]

## メダリスト
| メダル | 選手 | 競技                   | 種目                       | 日付    |
| ------ | --- | ---------------------- | -------------------------- | ------- |
| 金     | リンゼイ・ジャコベリス | スノーボード           | 女子スノーボードクロス     | 2月9日  |
| 金     | ネイサン・チェン | フィギュアスケート     | 男子シングル               | 2月10日 |
| 金     | アシュリー・コールドウェル クリストファー・リリス ジャスティン・シューネフェルト | フリースタイルスキー   | 混合団体エアリアル         | 2月10日 |
| 金     | クロエ・キム | スノーボード           | 女子ハーフパイプ           | 2月10日 |
| 金     | ニック・バウムガルトナー リンゼイ・ジャコベリス | スノーボード           | 混合団体スノーボードクロス | 2月12日 |
| 金     | エリン・ジャクソン | スピードスケート       | 女子500m                   | 2月13日 |
| 金     | ケーリー・ハンフリーズ | ボブスレー             | 女子モノボブ               | 2月14日 |
| 金     | アレクサンダー・ホール | フリースタイルスキー   | 男子スロープスタイル       | 2月16日 |
| 金     | エヴァン・ベイツ カレン・チェン ネイサン・チェン マディソン・チョック ザカリー・ダナヒュー ブランドン・フレイジャー マディソン・ハベル アレクサ・クニエリム ヴィンセント・ジョウ | フィギュアスケート     | 団体                       | 2月7日  |
| 銀     | ジェーリン・カウフ | フリースタイルスキー   | 女子モーグル               | 2月6日  |
| 銀     | ジュリア・マリノ | スノーボード           | 女子スロープスタイル       | 2月6日  |
| 銀     | ライアン・コクラン＝シーグル | アルペンスキー         | 男子スーパー大回転         | 2月8日  |
| 銀     | コルビー・スティーブンソン | フリースタイルスキー   | 男子ビッグエア             | 2月9日  |
| 銀     | エラナ・マイヤーズ・テイラー | ボブスレー             | 女子モノボブ               | 2月14日 |
| 銀     | ニック・ゲッパー | フリースタイルスキー   | 男子スロープスタイル       | 2月16日 |
| 銀     | アイスホッケー女子アメリカ合衆国代表 リー・ステックライン ケイラ・バーンズ キャロライン・ハーヴィー メーガン・ケラー メーガン・ボジェク アビー・ローク ケリー・パネック グレース・ザムウィンクル ブリアナ・デッカー サバンナ・ハーモン ヘイリー・スカムラ ジェシー・コンファー ジンシー・ダン ハンナ・ブラント ヒラリー・ナイト ダニー・カメラネーシ アレックス・カーペンター ケンダル・コイン・スコフィールド アマンダ・ケッセル ニコール・ヘンズリー アレックス・カヴァリーニ マディー・ルーニー アビー・マーフィー | アイスホッケー         | 女子                       | 2月17日 |
| 銀     | デービッド・ワイズ | フリースタイルスキー   | 男子ハーフパイプ           | 2月19日 |
| 銀     | ジェシー・ディギンズ | クロスカントリースキー | 女子30kmフリー             | 2月20日 |
| 銅     | ジェシー・ディギンズ | クロスカントリースキー | 女子スプリント             | 2月8日  |
| 銅     | ザカリー・ダナヒュー マディソン・ハベル | フィギュアスケート     | アイスダンス               | 2月14日 |
| 銅     | メーガン・ニック | フリースタイルスキー   | 女子エアリアル             | 2月14日 |
| 銅     | イーサン・セプラン ケイシー・ドーソン エメリー・レーマン ジョーイ・マンティア | スピードスケート       | 男子団体パシュート         | 2月15日 |
| 銅     | ブリタニー・ボウ | スピードスケート       | 女子1000m                  | 2月17日 |
| 銅     | シルビア・ホフマン エラナ・マイヤーズ・テイラー | ボブスレー             | 女子2人乗り                | 2月19日 |
| 銅     | アレックス・フェレーラ | フリースタイルスキー   | 男子ハーフパイプ           | 2月19日 |